# NTP-Pool
Das Projekt NTP-Pool ist eine dynamische Kollektion von Zeitservern, die kostenlos und für jedermann die aktuelle Zeit über NTP (Network Time Protocol) im Internet zur Verfügung stellt.

## Infrastruktur
Die Rechner im Pool sind Teil der pool.ntp.org Hostnamen sowie der verschiedenen Subdomains, welche nach geografischen Zonen benannt sind. Sie werden den NTP-Clients per Round-Robin-DNS zur Verfügung gestellt.
Stand Februar 2024 waren insgesamt 4728 aktive Zeitserver in das Projekt integriert – davon 3023 in Europa, 1068 in Nordamerika, 326 in Asien, 167 in Ozeanien, 78 in Afrika und 66 in Südamerika. Da das Projekt dezentral organisiert ist, ist es nicht möglich, genaue Angaben zur Anzahl der Clients zu geben. Auf der Website des Projektes wird die Anzahl auf 5 bis 15 Millionen geschätzt.
Es gibt aber weiterhin Bedarf an zusätzlichen Zeitservern im Pool, da damit auch die Last der einzelnen Server sinkt. Insbesondere in Afrika und vielen asiatischen Ländern gibt es noch zu wenige Server. Um in den Pool aufgenommen zu werden, sind eine Breitband-Internetverbindung, eine statische IP-Adresse und die exakte Zeit von einer anderen Datenquelle Voraussetzung.
Das Projekt wurde von Adrian von Bidder initiiert und wird seit Juli 2005 von Ask Bjørn Hansen fortgeführt.